# Pedregulho
Pedregulho este un oraș în São Paulo (SP), Brazilia.